# Dekanat elbląski
Dekanat Elbląski (właśc. Protoprezbiterat Elbląski) – jeden z 4 dekanatów (protoprezbiteratów) greckokatolickich eparchii olsztyńsko-gdańskiej utworzony 13 marca 2021, obejmujący obszar województw: warmińsko-mazurskie, kujawsko-pomorskie i pomorskie. Dziekanem (protoprezbiterem) od 13 marca 2021 jest ks. protojerej Jarosław Gościński – proboszcz parafii św. Jana Apostoła w Iławie.

## Parafie
W skład dekanatu wchodzi 12 parafii i placówek duszpasterskich:
1. Parafia Świętej Trójcy w Braniewie – Braniewo, ul. Moniuszki 14B/3
2. Parafia Zesłania Ducha Świętego w Dzierzgoniu – Dzierzgoń, ul. Krzywa 16
3. Parafia Narodzenia św. Jana Chrzciciela w Elblągu – Elbląg, ul. Traugutta 15
4. Parafia Opieki Matki Bożej w Godkowie – Godkowo, 14–407
5. Parafia św. Jana Apostoła w Iławie – Iława, ul. Metropolity Andrzeja Szeptyckiego 8
6. Parafia św. Jerzego w Morągu – Morąg, ul. Dąbrowskiego 30
7. Parafia bł. Emiliana Kowcza w Ornecie – Orneta, ul. Młynarska 1
8. Parafia Ofiarowania Najświętszej Maryi Panny w Ostródzie – Ostróda, ul. Drwęcka
9. Parafia Narodzenia Najświętszej Maryi Panny w Pasłęku – Pasłęk, ul. ks. Bazylego Hrynyka 1
10. Parafia św. Włodzimierza i Olgi w Pęciszewie – Pęciszewo 24, 14–500 Braniewo
11. Parafia św. Rozalii – Susz, ul. Słowiańska 1
12. Parafia bł. Iwana Ziatyka w Toruniu – Toruń, ul. Kardynała Wyszyńskiego 7/9

## Sąsiednie dekanaty
Dekanat Gdański, Dekanat Olsztyński, Dekanat Węgorzewski, Dekanat Poznański (epar. wrocławsko-koszalińska), Dekanat warszawsko-łódzki (archiepar. przemysko-warszawska)